# Ray Peterson
Ray T. Peterson (Denton, 23 de abril de 1939-Smyrna, 25 de enero de 2005) fue un cantante estadounidense mejor recordado por sus versiones de «Tell Laura I Love Her» y «Corrine, Corrina», ambas de 1960.

## Biografía
Ray Peterson nació en Denton, Texas el 23 de abril de 1939 y a una edad temprana sufrió polio. Confiando en un rango vocal de cuatro Octave (música), Peterson se mudó a Los Ángeles (California) con la esperanza de hacer una carrera como cantante. En 1958 firmó con RCA Victor y, después de lanzar varios éxitos menores, grabó The Wonder of You, una versión de Baker Knight que alcanzó el Top 40 de Billboard Hot 100 el 15 de junio de 1959 y alcanzó el puesto número 9 en las listas australianas. La canción también será grabada más tarde por Elvis Presley, con quien Peterson se hizo amigo. 

### Su mayor éxito: «Tell Laura I Love Her»
Peterson consiguió un éxito aún mayor con su versión de Tell Laura I Love Her en español: «Dile a Laura que la amo» (1960), que consiguió entrar en el Top 10 estadounidense. La canción, que pertenece a la vena de las llamadas teenage tragic song (canciones sobre dramas adolescentes), fue mal recibida por la británica Decca Records, que decidió no editar el tema al otro lado del Canal (su propietarios que de hecho consideraban "demasiado insípidos y vulgares") y destruyeron unos veinte mil ejemplares que ya habían sido puestos en el mercado. Durante el mismo período, el cantante Ricky Valance, quien hizo su versión de la canción lanzada por EMI para la Columbia, mantuvo el puesto número uno en UK Singles Gráfico durante tres semanas.
En 1960, Peterson cofundó su propio sello discográfico, Dunes Records, con el mánager Stan Shulman y lanzó Corrine, Corrina, una canción de Barry Mann y Gerry Goffin which había producido por Phil Spector y se ubicó noveno en las listas estadounidenses. En cambio, la balada dramática I Could Have Loved You So Well, escrita y producida por Spector , solo alcanzó el número cincuenta y siete en las listas estadounidenses. La versión de la canción de Shangri-Las, que se lanzará cinco años después, logrará ubicarse en el Top 30.
El último éxito estadounidense de Ray Peterson fue Missing You, que alcanzó el Top 30. A mediados de la década de 1960, Peterson se convirtió en una celebridad de la Costa Oeste e hizo varias apariciones en vivo con Keith Allison.
Peterson fue incluido en el Salón de la Fama del Rockabilly.

### Muerte
Peterson murió de cáncer en 2005, en Smyrna, Tennessee, a los 65 años, dejando atrás a su esposa, cuatro hijos y tres hijas. Fue enterrado en el cementerio Roselawn Memorial Gardens en Murfreesboro, Tennessee.

## Álbumes de estudio
- Tell Laura I Love Her (1960)
- The Other Side Of Ray Peterson (1965)
- My Father's Place (1981)

## Sencillos
| Año  | Sencillos                                     | Máxima posición | Máxima posición | Máxima posición | Máxima posición | Sello discográfico |
| Año  | Sencillos                                     | US              | USAC            | UK              | AU              | Sello discográfico |
| ---- | --------------------------------------------- | --------------- | --------------- | --------------- | --------------- | ------------------ |
| 1959 | "The Wonder of You"                           | 25              | -               | 23              | 9               | RCA Victor         |
| 1959 | "Goodnight My Love (Pleasant Dreams)"         | 64              | -               | -               | 63              | RCA Victor         |
| 1959 | "Come and Get It"                             | -               | -               | -               | 96              | RCA Victor         |
| 1960 | "Tell Laura I Love Her"                       | 7               | -               | -               | 7               | RCA Victor         |
| 1960 | "Answer Me"                                   | -               | -               | 47              | -               | RCA Victor         |
| 1960 | "Corrine, Corrina"                            | 9               | -               | 41              | 10              | Dunes              |
| 1961 | "Sweet Little Kathy"                          | 100             | -               | -               | -               | Dunes              |
| 1961 | "Missing You"                                 | 29              | 7               | -               | 16              | Dunes              |
| 1961 | "I Could Have Loved You so Well"              | 57              | -               | -               | 35              | Dunes              |
| 1963 | "Give Us Your Blessing"                       | 70              | -               | -               | -               | Dunes              |
| 1964 | "The Wonder of You"                           | 70              | --              | -               | -               | Dunes              |
| 1965 | "Across The Street (Is a Million Miles Away)" | 106             | -               | -               | 16              | M.G.M              |
| 1970 | "Oklahoma City Times"                         | 111             | -               | -               | -               | UNI                |

## Lista de éxitos
- The Wonder of You
- Goodnight My Love
- Come and Get It
- Tell Laura I Love Her
- Answer Me
- Corinne, Corinna
- Sweet Little Kathy
- Missing You
- I Could Have Loved You so Well
- Give Us Your Blessing
- The Wonder of You
- Across The Street
- Oklahoma City Times